# 黑纳格 (阿拉巴马州)
黑纳格（英文：Henagar），是美国阿拉巴马州下属的一座城市。面积约为22.27平方英里（约合57.68平方公里）。根据2010年美国人口普查，该市有人口2,344人，人口密度为105.25/平方英里（约合40.64/平方公里）。